# Cepphis reducta
Cepphis reducta là một loài bướm đêm trong họ Geometridae.